# Пігмаліон (п'єса)
«Пігмаліон» (англ. Pygmalion: A Romance in Five Acts) — одна з найвідоміших п'єс ірландського письменника Бернарда Шоу, написана в 1912 році. Оригінальність, дотепність і демократичний дух п'єси, відображення глибоких і гострих соціальних проблем забезпечили їй популярність у багатьох країнах. П'єса має успіх і нині.
У п'єсі розповідається про лондонського професора фонетики Генрі Хігінса, який уклав парі зі своїм приятелем, полковником Пікерінгом. За умовами парі, Хігінс має за шість місяців навчити квіткарку Елізу Дулітл вимові, заведеній у вищому світі, і на світському прийомі зуміти представити її як герцогиню. Назва п'єси є іронічною алюзією на античний міф про скульптора Пігмаліона, який створив настільки досконалу статую дівчини, що богиня Афродіта погодилася, на прохання Пігмаліона, закоханого у створений ним образ, оживити статую.
Для екранізації 1938 року Шоу написав кілька нових великих епізодів, які зараз зазвичай містяться в англійському тексті п'єси.
У 1956 році американський композитор Фредерік Лоу написав за мотивами п'єси мюзикл «Моя чарівна леді», який також мав великий успіх. Як фільм, так і мюзикл, на відміну від п'єси, мають щасливий фінал.

## Історія написання
Бернард Шоу написав п'єсу за 4 місяці (березень — червень 1912 року). Роль Елізи була написана для відомої актриси Стелли Патрік Кемпбелл, однак через театральні інтриги англійська прем'єра була надовго відтермінована. Епізод про написання п'єси «Пігмаліон» є у творі Джерома Кілті «Милий брехун». Перша постановка «Пігмаліона» відбулася у віденському «Бургтеатрі» 16 жовтня 1913 року її побачив ерцгерцог Франц Фердинанд. 24 березня 1914 року п'єса була представлена американській публіці й майже одночасно, 11 квітня 1914 року — лондонській (Театр Її Величності). Хігінса в Лондоні грав Герберт Бірбом Три. Шоу уважно стежив за репетиціями й нерідко втручався, якщо не був згоден з акторським трактуванням ролі. У тому ж 1914 році «Пігмаліон» був поставлений у Санкт-Петербурзі.
Всюди п'єса мала величезний успіх, у Лондоні вона витримала 118 вистав. Однак відразу після прем'єри в Лондоні виник гучний скандал. Сідней Гранді (Sydney Grundy) і ряд інших театральних критиків висловили обурення наявністю в п'єсі Шоу грубо-простонародних виразів, які в поствікторіанській Англії вважалися непристойними. Особливе обурення викликала репліка Елізи в III акті: «Not bloody likely!» (В російських перекладах неточно передано як «До чортової бабусі» або «До чортів собачих»). На думку Гранді, це «образа суспільному смаку», а Асоціація театральних антрепренерів зажадала прибрати цю фразу, погрожуючи відкликанням ліцензії в театру. Громадськість не підтримала критиків, п'єса йшла під часті вибухи оплесків. У кінофільмі епатажна фраза також присутня. У 1950-ті роки розуміння непристойності пом'якшало, тому в мюзиклі Шоу ця фраза замінена на іншу (теж непристойну, але більш відповідну сприйняттю глядачів середини XX століття).
Текстологія

### Дійові особи
- Еліза Дуліттл — квіткарка
- Генрі Хігінс — професор фонетики
- Пікерінг — полковник
- Місіс Хігінс — мати професора
- Місіс Пірс — економка Хігінса
- Альфред Дуліттл — батько Елізи
- Місіс Ейнсфорд Хілл — гість місіс Хігінс
- Клара — донька місіс Хілл
- Фредді — син місіс Хілл, закоханий в Елізу.

### Сюжет

#### Перший акт
Літня злива зібрала під портиком ковент-гарденської церкви св. Павла пістряву компанію, серед яких бідна вулична квіткарка, армійський полковник і людина з записником. Останній розважає себе й усіх навколо, безпомилково відгадуючи, звідки хто родом і де ще бував. Полковник, зацікавившись, з'ясовує, що перед ним відомий спеціаліст з фонетики, професор Генрі Хігінс — за особливостями вимови він здатен визначити походження будь-якого англійця.
Виявляється, полковник і сам відомий лінгвіст-любитель на прізвище Пікеринг, автор книги «Розмовний санскрит». Він приїхав до Лондона спеціально, щоб познайомитися з професором. Хігінс дуже високої думки про книгу Пікеринга, і нові друзі збираються йти вечеряти до полковника в готель, коли ж квіткарка раптом просить купити в неї що-небудь. Задоволений Хігінс, не дивлячись, кидає їй в кошик жменю монет і йде з полковником. Дівчина вражена — таких величезних, на її думку, грошей у неї ніколи не було.

#### Другий акт
Квартира Хігінса на Уімпол-стріт, ранок наступного дня. Хігінс демонструє полковнику Пікерингу свою звукозаписну апаратуру (фонограф). Місіс Пірс, економка Хігінса, повідомляє, що до професора прийшла якась дівчина. З'являється вчорашня квіткарка, представляється Елізою Дулітл і просить навчити її правильної вимови, щоб улаштуватися до квіткового магазину.
Хігінс ставиться до ситуації, як до безглуздого, хоча і кумедного казусу, але Пікеринг щиро зворушений і пропонує Хігінсу парі. Нехай Хігінс доведе, що він дійсно найкращий фахівець (як він перед цим хизувався) і за шість місяців зможе перетворити вуличну квіткарку на леді, а на прийомі в посольстві успішно представить її герцогинею. Пікеринг готовий також, якщо Хігінс виграє парі, оплатить навчання Елізи. Хігінс не може встояти перед викликом і погоджується. Еліза у супроводі місіс Пірс йде до ванної кімнати.
Через деякий час до Хігінса приходить батько Елізи, сміттяр, любитель випити й абсолютно аморальний тип. Він вимагає п'ять фунтів за невтручання, а в іншому доля Елізи його не хвилює. Дулітл вражає професора своєю природженою красномовністю й переконливим обґрунтуванням своєї безсоромності, за що отримує свої відступні. Коли з'являється чистенька Еліза в японському халаті, її ніхто не впізнає.

#### Третій акт
Минуло кілька місяців. Еліза виявилася старанною й здібною ученицею, її вимова стала майже ідеальною. Хігінс хоче дізнатися, чи можна вже виводити дівчину у вищий світ. Для першого випробування він привів Елізу в будинок до своєї матері в її прийомний день. Їй суворо наказано торкатися тільки двох тем: погоди і здоров'я.
Одночасно там же з'являється сім'я подруги місіс Хігінс — місіс Ейнсфорд Хілл з дочкою і сином Фредді. Еліза спочатку поводиться бездоганно й розмовляє завченими фразами, але потім стає більш розв'язною й переходить на розповіді зі свого життєвого досвіду, використовуючи при цьому вульгарно-простонародні вирази. Хігінс, рятуючи становище, повідомляє, що це новий світський жаргон.
Після того, як Еліза й інші гості пішли, Хігінс і Пікерінг навперебій захоплено розповідають місіс Хігінс про те, як вони займаються з Елізою, відвідують із нею опери, виставки, які кумедні зауваження вона робить після побаченого. Виявилося, Еліза має феноменальний музикальний слух. Місіс Хігінс з обуренням зауважує, що вони поводяться з дівчиною, як з живою лялькою.
Як результат першого виходу Елізи «у світ» місіс Хігінс повідомляє професору: "Вона шедевр твого мистецтва та мистецтва своєї кравчині. Але якщо ти дійсно не помічаєш, що вона видає себе кожною своєю фразою, значить, ти просто з глузду з'їхав". Друзі-лінгвісти залишають будинок розчаровані. Навчання Елізи триває з урахуванням допущених помилок. Закоханий Фредді засипає Елізу листами на десяти сторінках.

#### Четвертий акт
Минуло ще кілька місяців, і настав момент вирішального експерименту. Еліза в розкішній сукні і цього разу з бездоганними манерами з'являється на прийомі в посольстві, де має запаморочливий успіх. Всі присутні аристократи без тіні сумніву приймають її за герцогиню. Хігінс виграв парі.
Прийшовши додому, Пікерінг вітає Хігінса з його успіхом. Нікому з них не спало на думку подякувати Елізі, яка доклала стільки зусиль. Еліза роздратована й стурбована. Старе життя вона продовжувати вже не може й не хоче, а для нового в неї немає коштів. Контраст між феєричним успіхом на прийомі й зневагою вдома занадто великий.
Коли Хігінс іде й незабаром повертається в пошуках домашніх туфель, Еліза вибухає й кидає це взуття в Хігінса. Вона намагається пояснити трагізм свого становища: «На що я годна? До чого ви мене підготували? Куди я піду? Що буде далі? Що зі мною стане?» Але Хігінс не здатний зрозуміти чужу душу. Уночі Еліза залишає будинок Хігінса.

#### П'ятий акт
Дім місіс Хігінс. Приїжджають Хігінс і Пікеринг, скаржаться на зникнення Елізи. Хігінс зізнається, що почуває себе без Елізи як без рук. Він не знає, ні де лежать його речі, ні які у нього призначені справи на цей день.
Слуга доповідає про прихід батька Елізи. Дулітл дуже змінився: тепер він має вигляд заможного буржуа. Чоловік в обуренні кидається на Хігінса за те, що з його вини йому довелося змінити звичний образ життя та стати через це набагато менш вільним, ніж до того. Виявляється, кілька місяців тому Хігінс написав в Америку одному мільйонеру-філантропу, засновнику «Ліги моральних реформ», що найоригінальніший мораліст в усій Англії — це Альфред Дулітл, простий сміттяр. Мільйонер недавно помер, а в заповіті залишив Дулітлу три тисячі фунтів річного доходу за умови, що Дулітл буде читати лекції у його Лізі. Тепер він заможний буржуа й змушений, усупереч своїм переконанням, дотримуватися канонів традиційної моралі. Сьогодні, наприклад, він офіційно одружується зі своєю багаторічною співмешканкою.
Місіс Хігінс висловлює полегшення, що батько тепер може подбати про свою дочку, що майбутнє Елізи не викликає побоювань. Вона зізнається, що Еліза тут, у верхній кімнаті. Проте Хігінс і чути не хоче про те, щоб «повернути» Дулітлу Елізу.
З'являється Еліза. Усі залишають її наодинці з Хігінсом, і вони з'ясовують стосунки. Хігінс ні в чому не кається, вимагає, щоб Еліза повернулася, і наполягає на своєму праві на фамільярну поведінку. Елізу це не влаштовує: «Мені хочеться ласкавого слова, уваги. Я знаю, я звичайна, темна дівчина, а Ви джентльмен й учений; але все-таки я ж людина, а не пусте місце». Еліза повідомляє, що відшукала спосіб знайти незалежність від Хігінса: вона вирушить до професора Непіна, колеги Хігінса, стане в нього асистенткою й розкриє йому методику навчання, розроблену Хігінсом.
Місіс Хігінс і гості повертаються. Хігінс демонстративно весело дає завдання Елізі дорогою додому купити сир, рукавички та краватку. Еліза презирливо відповідає «Купіть самі» і вирушає на весілля батька. П'єса має відкритий фінал.

### Доповнення, зроблені Бернардом Шоу для фільму 1938 року

#### Перший акт
Розлучившись у кінці акту з Хігінсом, «казково розбагатіла» Еліза здійснює свою давню мрію — приїздить додому на таксі. Водій, відверто забавляючись її спробами видати себе завсідником таких поїздок, відмовляється від плати та зі сміхом їде. Детально описана комірка Елізи — вибита частина вікна, заклеєна папером, на стінах вирізки з газет, на яких зображені популярні актори й леді в пишних нарядах, біля вікна — порожня пташина клітка, навпроти — ліжко, на яке звалене «все, що може зберегти тепло».

#### Другий акт
Після заключення парі Еліза в супроводі місіс Пірс заходить до ванної кімнати, яку спочатку приймає за пральню. Дізнавшись, що їй доведеться помитися самій, категорично відмовляється — « від цього можна застудитися до смерті!.. Ви не знаєте, що таке холод для мене, як я боюсь його». Місіс Пірс її заспокоює: Хігінс приймає ванну щоранку, до того ж воду можна зробити гарячою. Еліза плаче: якби вона знала, що на неї чекає, ніколи б не прийшла. Місіс Пірс дає їй халат, капці, наказує перевдягнутися, регулює температуру води, щедро досипає у ванну мильний розчин й озброюється щіткою, що має страхітливий вигляд.

#### Четвертий акт
У кінці акту, після сварки з Хігінсом, Еліза у своїй кімнаті збирає речі, перевдягається в дорожний костюм, показує сама собі язик у дзеркалі й з рішуче виходить із будинку непоміченою. За дверима вона натикається на закоханого Фреді, який уже багато ночей мріє біля її вікна.
Еліза признається, що понад усе їй хочеться втопитися, і падає в обійми щасливого Фреді. Під'їжджає таксі, і парочка вирішує вирушити за порадою до місіс Хігінс.

#### П'ятий акт
Шоу трохи перебудував останні абзаци. Хігінс намагається відновити колишні стосунки з Елізою, тому дає їй завдання купити шинку, сир Стілтон, рукавички 8-го розміру та краватку для нового костюму. Еліза відповідає: «8-й розмір Вам буде малий, Ви вже маєте три нові краватки, які Ви забули у ящику умивальника, Пікеринг воліє сир Глостер, а не Стілтон, а ви взагалі не відчуваєте різниці. Про шинку я подзвоню місіс Пірс. Що ви без мене будете робити…».

### Ідейно-художні мотиви
Сам Шоу мету своєї п'єси визначив так: «„Пігмаліон“ — це насмішка над шанувальниками „блакитної крові“… Головна ідея п'єси: вищі класи відрізняються від нижчих тільки одягом, вимовою, манерами, освітою — і ці соціальні прірви можуть і повинні бути подолані. Талант Хігінса і благородство Пікерінга дійсно роблять з квіткарки герцогиню, і це можна розуміти як символ майбутнього суспільного прогресу і розкріпачення, до якого закликали Шоу і його однодумці. Для утвердження в суспільстві справедливості, стверджує драматург, головне — перемогти злидні і неуцтво. Позбавлення Елізи від цих бід зміцнюють кращі якості особистості, притаманні їй і колись — порядність, почуття власної гідності, душевну чуйність, енергію. На менш сильні характери, начебто Дуліттла-батька, бідність діє руйнівно. Хігінс, який в ході „експерименту“ сприяв духовному звільненню Елізи, робив це ненавмисно, він неспроможний піднестися над чисто егоїстичними міркуваннями. Душевна черствість Хігінса, нездатного на розуміння і повагу до Елізи, уособлює бездушність англійського суспільства, і в цьому трагізм фінальної ситуації п'єси».

### Переклади українською
Перший переклад п'єси Бернарда Шоу «Пігмаліон» українською мовою був здійснений Павловим Миколою Олександровичем за виданням Pygmalion, G.Bernard Shaw, Home-reading Library Higher School Publishing House, Moscow, 1972, і побачив світ на сторінках журналу «Всесвіт» у 1999 році. У примітках до перекладу Микола Павлов, зокрема, пояснює, чому він, здійснюючи переклад, вирішив не вживати український суржик для передачі лондонського кокні. Уже наступного року п'єсу в перекладі Миколи Павлова поставив режисер Сергій Данченко.
- Бернард Шоу. Пігмаліон. Переклад з англійської: Микола Павлов. Київ: Журнал «Всесвіт». 1999. № 11— 12. стор. 6—69.
  - (передрук) Генрік Ібсен. Ляльковий дім. Бернард Шоу. Пігмаліон. Переклад з російської: Олександр Новицький (Ляльковий дім); переклад з англійської: Микола Павлов (Пігмаліон); упорядник: Лариса Федорів. Львів: Червона калина, 2003. 216 стор. (Серія «Світ шкільної читанки» ; кн.6) (Європейська драма на межі XIX—XX ст. (збірник)). ISBN 5-7707-07-0737-2
- Бернард Шоу. Пігмаліон. Переклад з англійської: Олександр Мокровольський. Київ: Журнал «Тема. На допомогу вчителю зарубіжної літератури», 1999. — № 4.
  - (передрук) Бернард Шоу Вибрані твори. Переклад з англійської: Олександр Терех (Том I), Олександр Мокровольський (Том II та III). Київ: Видавництво Жупанського. 2009. 466 стор. SBN 978-966-96882-0-0 (серія «Лауреати нобелівської премії»)
    - Том I: Учень Диявола", «Професія пані Ворен», «Вдівцеві будинки», «Зальотник».
    - Том II: «Цезар і Клеопатра», «Людина і надлюдина», «Андрокл і Лев», «Пігмаліон».
    - Том III: «Кандіда», «Майор Барбара», «Лікарева дилема», «Навернення капітана Брасбаунда».

  - (передрук) Бернард Шоу. Пігмаліон. Переклад з англійської: Олександр Мокровольський. Київ: KM Books, 2012, 2015. 320 стор. ISBN 978-617-538-149-6

## Музичні адаптації
- «Моя чарівна леді» — бродвейський мюзикл 1956 року. Автор — Алан Джей Лернер, музика Фредеріка Лоу. В головних ролях — Рекс Гаррісон і Джулія Ендрюс.

## Екранізації
- 1964 : «Моя чарівна леді» — американський музичний комедійний фільм 1964 року, режисера Джорджа К'юкора, створений на основі однойменного мюзиклу Алана Джей Лернера — текст та Фредерика Лоу (музика). У головних ролях: Рекс Гаррісон у ролі Гіґінса, Одрі Гепберн у ролі Елізи.

## Вивчення в школі
За програмою «ЗАРУБІЖНА ЛІТЕРАТУРА» для загальноосвітніх навчальних закладів 5–9 класи (2012 р. зі змінами 2015—2017 рр.) п'єса «Пігмаліон» вивчається в 9 класі.